# Theodor Pallady

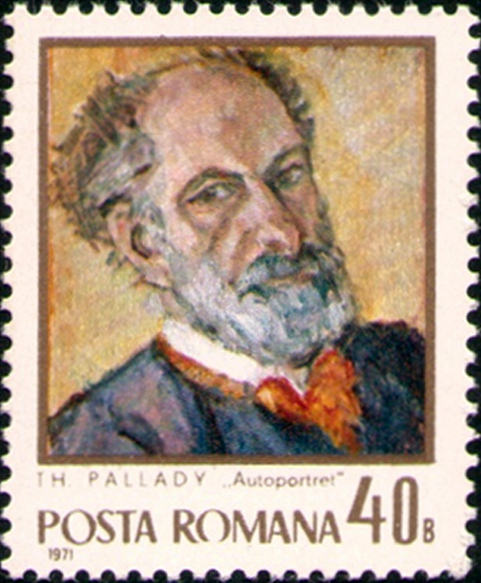
Theodor Pallady, Selbstporträt

Theodor Pallady (* 11. April 1871 in Iași; † 16. August 1956 in Bukarest) war ein rumänischer Maler. 
In jungem Alter zog Pallady nach Dresden, wo er zwischen 1887 und 1889 Technik studierte. 
Gleichzeitig studierte er mit Erwin Oehme Kunst, der seine Begabung erkannte und ihm riet, nach Paris zu gehen. Dort arbeitete er im Studio von Jean Arman und schrieb sich in der Akademie der schönen Künste (Académie des Beaux-Arts) ein. Ab 1892 arbeitete er im Studio von Gustave Moreau, wo er Henri Matisse, Georges Rouault und Albert Marquet zu Kollegen hatte.
1904 kehrte Pallady nach Rumänien zurück und stellte seine Werke im Rumänischen Athenaeum aus. Er hielt jedoch die Verbindung nach Paris offen, wo er bis zum Zweiten Weltkrieg viele persönliche Ausstellungen hatte. 1924, 1940 und 1942 stellte er an der Venezianischen Biennale aus.
Das Theodor-Pallady-Museum in Bukarest besitzt lediglich sechs Gemälde von Pallady. Es ist eine Abteilung des Nationalen Kunstmuseums von Rumänien und residiert in einem der ältesten Wohngebäude Bukarests. Weitere seiner Werke befinden sich in der Hauptsammlung des Nationalen Kunstmuseums, im Zambaccian-Museum, ebenfalls in Bukarest, im Kulturpalast in Iași, dem Museum des Kreises Argeș in Pitești und dem Nationalen Brukenthal-Museum in Hermannstadt.